# Mora (freguesia)
Mora is een plaats (freguesia) in de Portugese gemeente Mora en telt 2819 inwoners (2001).

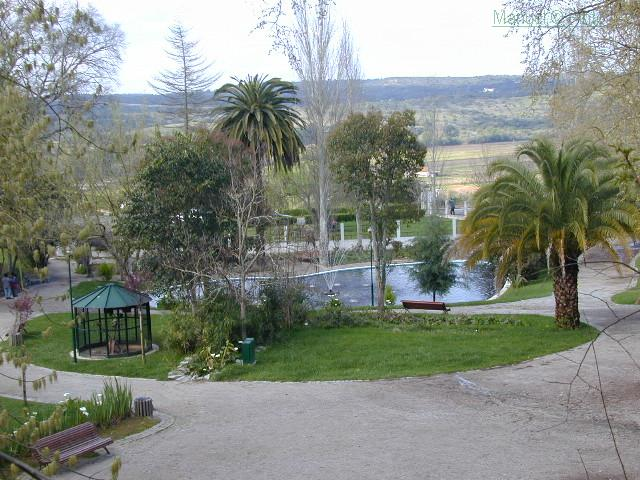
Een parkje in Mora